# Marie-Thérèse de Bourbon-Condé
Pour les articles homonymes, voir Marie-Thérèse de Bourbon.
 (juin 2024).
Si vous disposez d'ouvrages ou d'articles de référence ou si vous connaissez des sites web de qualité traitant du thème abordé ici, merci de compléter l'article en donnant les références utiles à sa vérifiabilité et en les liant à la section « Notes et références ».
Titre
Princesse de Conti
28 février 1688 – 22 février 1709
(20 ans, 7 mois et 25 jours)
Signature
Marie-Thérèse de Bourbon-Condé, dite Mademoiselle de Bourbon, est née en la ville de Paris le 1er février 1666 et est morte au même endroit le 22 février 1732. En tant que fille d'Henri-Jules de Bourbon-Condé, prince de Condé et fils de Louis II de Bourbon-Condé, et d'Anne de Bavière, elle est une princesse du sang. Elle est faite princesse de Conti par son union avec François-Louis de Bourbon-Conti, quatrième prince de Conti. Les époux sont approchés en 1697 pour gouverner la Pologne.    

## Biographie

### Enfance
Marie-Thérèse de Bourbon-Condé est née à l'hôtel de Condé, la résidence familiale parisienne de la maison de Bourbon-Condé, le 1er février 1666. Elle est la deuxième enfant d'Henri-Jules de Bourbon-Condé, fils du Grand Condé et le cinquième prince de Condé à sa mort, et d'Anne de Bavière, fille cadette d'Édouard du Palatinat. La jeune fille est alors titrée « Mademoiselle de Bourbon » et porte le prédicat d'Altesse Sérénissime, conformément à son statut de princesse du sang. Elle est nommée en hommage à la reine, Marie-Thérèse d'Autriche. Son père est atteint de lycanthropie et il se montre ainsi violent et brutal envers son épouse, ainsi que leurs enfants.  
Marie-Thérèse grandit alors dans ce climat de terreur permanent avec ses frères et sœurs à l'hôtel de Condé. Sur les huit enfants du couple, seuls trois atteignent l'âge adulte. Tous feront de prestigieux mariages, à commencer par son frère, Louis III de Bourbon-Condé, qui épousera Mademoiselle de Nantes en 1685. Louise-Bénédicte épouse également un enfant légitimé du roi Louis XIV, le duc du Maine. Quant à sa sœur, Marie-Anne, elle épouse le duc de Vendôme, descendant du roi Henri IV.  

### Mariage
La princesse est d'abord promise à Emmanuel-Philibert de Savoie-Carignan, prince de Carignan, mais le choix de ses parents se porte finalement sur un cousin de son père, François-Louis de Bourbon-Conti, quatrième prince de Conti. Leur union sera ainsi célébrée le 28 juin 1688 en la chapelle royale de Versailles. La jeune mariée est alors très amoureuse de son époux, ce qui n'était pas réciproque. Le prince est réputé à la cour pour avoir des tendances homosexuelles et entretenait même une liaison avec Mademoiselle de Nantes, la belle-sœur de la princesse. Il ne donnait aucune attention à son épouse, elle en souffrait. Ils ont néanmoins sept enfants :  
1. Marie-Anne de Bourbon-Conti, dite Mademoiselle de Conti. Elle épousera Louis IV Henri de Bourbon-Condé, futur prince de Condé ;

1. Un fils, né prématurément (1693-1693) ;
2. Un fils, prince de La Roche-sur-Yon (1694-1698) ;
3. Louis-Armand de Bourbon-Conti (1695-1727), qui épousa Louise-Élisabeth de Bourbon-Condé ;
4. Louise-Adélaïde de Bourbon-Conti (1696-1750), « Mademoiselle de La Roche-sur-Yon » ;
5. Une fille, « Mademoiselle d'Alais » (1697-1699) ;
6. Louis-François, comte d'Alais (1703-1704).

Elle entretient des relations difficiles avec son fils, Louis-Armand, et réside le plus souvent dans son château de L'Isle-Adam, son domaine préféré. Vers 1715, elle fait construire par l'architecte Robert de Cotte, sur des terrains acquis de Geramin Boffrand, un hôtel qu'elle revend, et encore inachevé, dès le 17 décembre 1718 à Louis-Auguste de Bourbon pour aller s'installer à l'hôtel de Conti, après s'être passagèrement réconcilié avec son fils aîné. C'est ainsi ici qu'elle mourut. 

### Personnalité
Elle entretint des rapports plutôt compliqués avec ses enfants, mais la famille fut réconciliée à la suite de la mort du prince de Conti en 1709. Marie-Thérèse était connue pour sa personnalité calme et sa piété, très appréciée par beaucoup à la cour. Élisabeth-Charlotte de Bavière, l'épouse du duc d'Orléans, Monsieur, frère du roi Louis XIV, disait alors au sujet de la princesse de Conti : 

« Cette princesse est la seule de la maison de Condé à être bonne à tout. Je pense qu'elle doit avoir du sang allemand dans les veines. Elle est petite et un peu sur le côté, mais elle n'est pas bossue. Elle a de beaux yeux, comme son père ; à cette exception près, elle n'a aucune prétention à la beauté, mais elle est vertueuse et pieuse. Ce qu'elle a souffert à cause de son mari a excité la compassion générale. »

### Veuvage

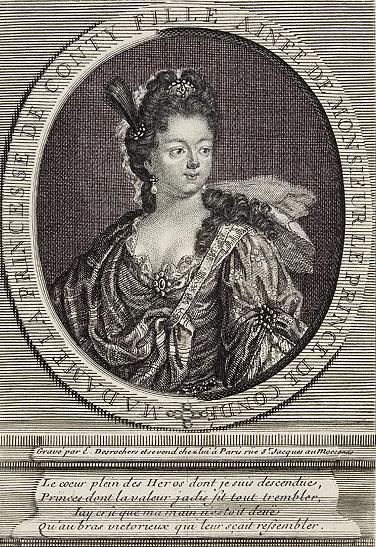
Portrait de Marie-Thérèse de Bourbon, épouse de François-Louis de Bourbon-Conti par Étienne-Jahandier Desrochers, XVIIe siècle.

En 1709, son époux meurt à Paris. Afin de distinguer les veuves après le décès de leurs maris respectifs, toutes les princesses douairières de Conti se voyaient attribuer un numéro correspondant à l'ordre dans lequel elles avaient été mariées. Marie-Thérèse était « Madame la princesse de Conti, première douairière ». Ainsi, il y eut entre 1727 et 1732, trois princesses douairières de Conti. Marie-Thérèse se passionne pour la rénovation des résidences de la famille de Conti, dont l'hôtel parisien du même nom. En 1713, sa fille aînée Marie-Anne épouse Louis IV Henri de Bourbon-Condé, le fils de l'ancienne maîtresse de son défunt époux, la duchesse de Bourbon. Le même jour, lors d'une double cérémonie de mariage à Versailles, le jeune prince de Conti, son fils aîné Louis-Armand, épouse une autre enfant de la duchesse, Louise-Élisabeth de Bourbon-Condé, qui prit ensuite le titre de Marie-Thérèse, qui le portait depuis près de trente ans.  
Marie-Thérèse meurt finalement en son hôtel de Conti le 22 février 1732, probablement à cause de la syphilis transmise par son époux. Elle est inhumée en l'église Saint-André-des-Arts, à L'Isle-Adam. Par sa petite-fille, Louise-Henriette de Bourbon-Conti, grand-mère du futur roi des Français, Louis-Philippe, elle est l'ancêtre de plusieurs monarques européens des XIXe et XXe siècles. 